# Зогиши
Зогиши (груз. ზოგიში) — село в Грузии, на территории Цагерского муниципалитета края (мхаре) Рача-Лечхуми и Нижняя Сванетия.

## География
Село находится в северной части Грузии, на левом берегу реки Риони, на расстоянии приблизительно 11 километров (по прямой) к юго-востоку от города Цагери, административного центра муниципалитета. Абсолютная высота — 524 метра над уровнем моря.

## Население
По результатам официальной переписи населения 2014 года, в Зогиши проживало 148 человек (74 мужчины и 74 женщины). В национальной структуре населения грузины составляли 99,3 %, русские — 0,7 %.
| Год  | Население, человек |
| ---- | ------------------ |
| 2002 | 293                |
| 2014 | ↘ 148              |